# Ташбунар (река)
Ташбунар е река разположена в Южна Украйна, извира близо до село Калчево, Болградски район, Одеска област. Дължината на реката е 43 км, а водосборния ѝ басейн 281 км2. Реката преминава през територията на Болградски и Измаилски район.